# Copa del Océano Índico 2006
La Copa del Océano Índico 2006 fue la tercera edición de este torneo de fútbol internacional a nivel de clubes de los territorios de ultramar de Francia ubicados en el Océano Índico para definir al clasificado de la zona para la Copa de Campeones de Ultramar a jugarse en Francia.
El US Stade Tamponnaise de Islas Reunión venció en la final al FC Mtsapéré de Mayotte para ganar el torneo por segunda ocasión.

## Resultados

### Ida
| 6 de mayo de 2006 | US Stade Tamponnaise | 1:0 | FC Mtsapéré | Stade Klebért Picard, Le Tampon |  |
|                   | Cundassamy 34'       |     |             |                                 |  |

### Vuelta
| 8 de mayo de 2006                                 | FC Mtsapéré | 0:4 | US Stade Tamponnaise                                    | Stade Klebért Picard, Le Tampon |  |
|                                                   |             |     | Cundassamy 21' · Bradaïa 32' · Songoro 68' · Dijoux 83' |                                 |  |
| Stade Tamponnaise gana 5-0 en el marcador global. |             |     |                                                         |                                 |  |

## Campeón
| Copa del Océano Índico 2006     |
| ------------------------------- |
| Bandera de Reunión              |
| US Stade Tamponnaise 2.º título |